# Hildebrando Accioli
Hildebrando Pompeu Pinto Accioli (Fortaleza, 25 de junho de 1888 — Rio de Janeiro, 5 de abril de 1962), foi um diplomata de carreira e jurista brasileiro. Em duas ocasiões em 1947 e 1948, foi ministro interino das Relações Exteriores, na ausência do Chanceler Raul Fernandes. Jurista especializado em direito internacional público, é autor de diversas obras na área.

## Biografia
Filho do importante político cearense Antônio Pinto Nogueira Accioly com Maria Teresa de Sousa Accioly, estudou no Liceu do Ceará, e formou-se em direito na Faculdade de Direito do Ceará em 1908. Foi casado com Olga Barbosa Accioly.

### Carreira
Ingressou na carreira diplomática em 1914, havendo sido promovido a terceiro oficial em 1916 e a segundo oficial em 1918. No exterior, serviu na delegação permanente junto à Sociedade das Nações, em Genebra, em 1924, já promovido a primeiro oficial.
Em 1926, de volta ao Brasil, assumiu a direção interna da Seção de Limites e Questões Internacionais do Ministério das Relações Exteriores. Promovido a primeiro secretário em janeiro de 1931 e a conselheiro em outubro daquele ano, ocupou o cargo de chefe de gabinete do Ministro das Relações Exteriores, Afrânio de Melo Franco. Em 1934, já como ministro de segunda classe da carreira de diplomata, assumiu entre maio e junho a função de encarregado de negócios do Brasil em Washington. Deixou a Embaixada do Brasil nos Estados Unidos em 1935, para assumir a chefia da Divisão Política e Diplomática do Itamaraty. Posteriormente, foi designado ministro plenipotenciário em Bucareste.
Representou o Brasil, já como ministro de primeira classe, na Conferência Interamericana de Consolidação da Paz, em Buenos Aires, em 1936. Foi alçado ao cargo de secretário-geral do Ministério em 1937. No ano seguinte, chefiou a delegação brasileira à VIII Conferência Internacional dos Países Americanos, em Lima, quando foi promovido a embaixador.
Entre 1939 e 1944, foi embaixador do Brasil junto à Santa Sé. Foi diretor do Instituto Rio Branco até 1946, quando reassumiu o cargo de secretário-geral das relações exteriores. Naquele ano, participou da Conferência de Paz de Paris, como delegado plenipotenciário. Entre maio e junho de 1947 e de setembro a dezembro de 1948, foi ministro, interino, das Relações Exteriores.
Foi presidente do Conselho da Organização dos Estados Americanos até 1950, quando retornou ao Brasil. Foi o décimo consultor jurídico do Ministério das Relações Exteriores. Aposentou-se em 1953.

### Atuação no Vaticano
Durante o período em que desempenhou as funções de embaixador junto à Santa Sé, Accioly insistiu com o governo brasileiro para embarcar refugiados judeus para o Brasil. Em julho de 1942, alertou o Vaticano para as atrocidades contra judeus levadas a efeito pelos nazistas. Em setembro e outubro, Accioly procurou coordenar-se com outros chefes de missão diplomática acreditados na Santa Sé para persuadir Pio XII a condenar publicamente as atrocidades nazistas.

### Outras atividades
Integrou a Corte Permanente de Arbitragem da Haia, em 1957, participando das comissões de conciliação de litígios entre Chile e Itália, Colômbia e Suécia, e Brasil e Polônia.
Foi catedrático de direito internacional público na Faculdade de Direito da Universidade Católica de São Paulo e lecionou esta disciplina no Instituto Rio Branco. Pertenceu a diversas associações nacionais e internacionais relativas ao direito internacional e ao Instituto Histórico e Geográfico Brasileiro.

## Obras
- Um ponto de direito, uma questão de fato: a declaração de guerra e o começo das hostilidades na guerra russo-japonesa (1908);
- A questão da Alsácia-Lorena e o próximo congresso de paz (1917);
- Atos internacionais vigentes no Brasil (1927);
- O reconhecimento da independência do Brasil (1927);
- Limites dos Estados Unidos do Brasil, sistematização provisória das linhas de limite do território da República e do de cada uma de suas unidades políticas (1933);
- Tratado de direito internacional público (3 v., 1933-1934),[14]
- O reconhecimento do Brasil pelos Estados Unidos da América (1936),[15]
- Limites do Brasil: a fronteira com o Paraguai (1938),[16]
- A evolução do pan-americanismo e o tratado interamericano de assistência recíproca (1947),[17]
- Manual de direito internacional público (1948),[18]
- Raízes ou causas históricas do pan-americanismo (1953).

## Biografia
- Dicionário Histórico-Biográfico Brasileiro, Fundação Getúlio Vargas.